# Тристаннид празеодима
Тристаннид празеодима (триоловопразеодим) — бинарное неорганическое соединение
празеодима и олова
с формулой PrSn3,
кристаллы.

## Получение
- Сплавление стехиометрических количеств чистых веществ:

{\displaystyle {\mathsf {Pr+3Sn\ {\xrightarrow {1180^{o}C}}\ PrSn_{3}}}}

## Физические свойства
Тристаннид празеодима образует кристаллы
кубической сингонии,
пространственная группа P m3m,
параметры ячейки a = 0,4716 нм, Z = 1,
структура типа тримедьзолота AuCu3
.
Соединение конгруэнтно плавится при температуре 1180°C.